# Modesto Crespo Martínez
Modesto Crespo Martínez (Elche, 11 de septiembre de 1943) es un empresario y banquero español, célebre por haber sido el último presidente de Caja Mediterráneo antes de la intervención de esta entidad en julio de 2011.

## Carrera empresarial
Crespo destacó como empresario de la automoción, estando vinculado a Automóviles Crespo. En la década de los 2000 desempeñó cargos de representación en patronales como COEPA (2006-2009), por entonces una de las principales asociaciones empresariales en la Comunidad Valenciana. En 2009 fue nombrado presidente de Caja Mediterráneo. En los años de presidencia de Modesto Crespo, los directores generales de la CAM fueron Roberto López Abad (hasta 2010) y María Dolores Amorós (en 2010 y 2011). Además, a raíz de la intervención de la empresa por el Banco de España el 22 de julio de 2011, Crespo ha protagonizado diversos casos judiciales.

## Casos judiciales

### Caso principal de la CAM
En julio de 2012, declaró en el Juzgado Central de Instrucción 3 de la Audiencia Nacional por el conocido como "Caso principal de la CAM" sobre las cuentas de la caja. Al finalizar la vista oral, celebrada entre mayo y julio de 2017, prácticamente todas las acusaciones retiraron los cargos contra Crespo y en octubre de 2017 fue absuelto.

### Caso Tinser
En noviembre de 2014, Crespo acudió nuevamente al Juzgado Central de Instrucción 3 por el "Caso Tinser" relacionado con el presunto cobro de dietas por parte del expresidente de Caja Mediterráneo. En mayo de 2018, alcanzó un acuerdo con la Fiscalía Anticorrupción reconociendo que había cobrado estas dietas.

### Caso Coepa
En junio de 2018, fue citado para declarar el día 6 de julio por el "Caso Coepa" que investiga las presuntas ayudas recibidas por el Centro de Oficios y Formación de la antigua patronal que presidiera Crespo. En julio de 2018, el caso Coepa fue archivado.

## Expedientes sancionadores
Tras haber finalizado el caso judicial de las "dietas de la CAM", varios procedimientos administrativos continúan estando abiertos y pendientes de ser concluidos, pues el Banco de España y la Comisión Nacional del Mercado de Valores (CNMV) han incoado expedientes sancionadores al ex banquero y a otros miembros de la antigua cúpula de Caja Mediterráneo.